# ريمي دانييل
ريمي دانييل (بالإنجليزية: Rimmel Daniel)‏ (28 يناير 1991 بلندن في المملكة المتحدة - ) هو لاعب كرة قدم بريطاني في مركز الدفاع. شارك مع منتخب غرينادا لكرة القدم. أما مع النوادي، فقد لعب مع هورنتشورتش ونادي أفيلي وWalthamstow F.C. ‏ وTilbury F.C. ‏.

## وصلات خارجية
- ريمي دانييل على موقع قاعدة بيانات كرة القدم.إي يو (الإنجليزية)
- ريمي دانييل على موقع ناشيونال فوتبول تيمز (الإنجليزية)
- ريمي دانييل على موقع Soccerway.com (الإنجليزية)